# Edzard Moddemeijer

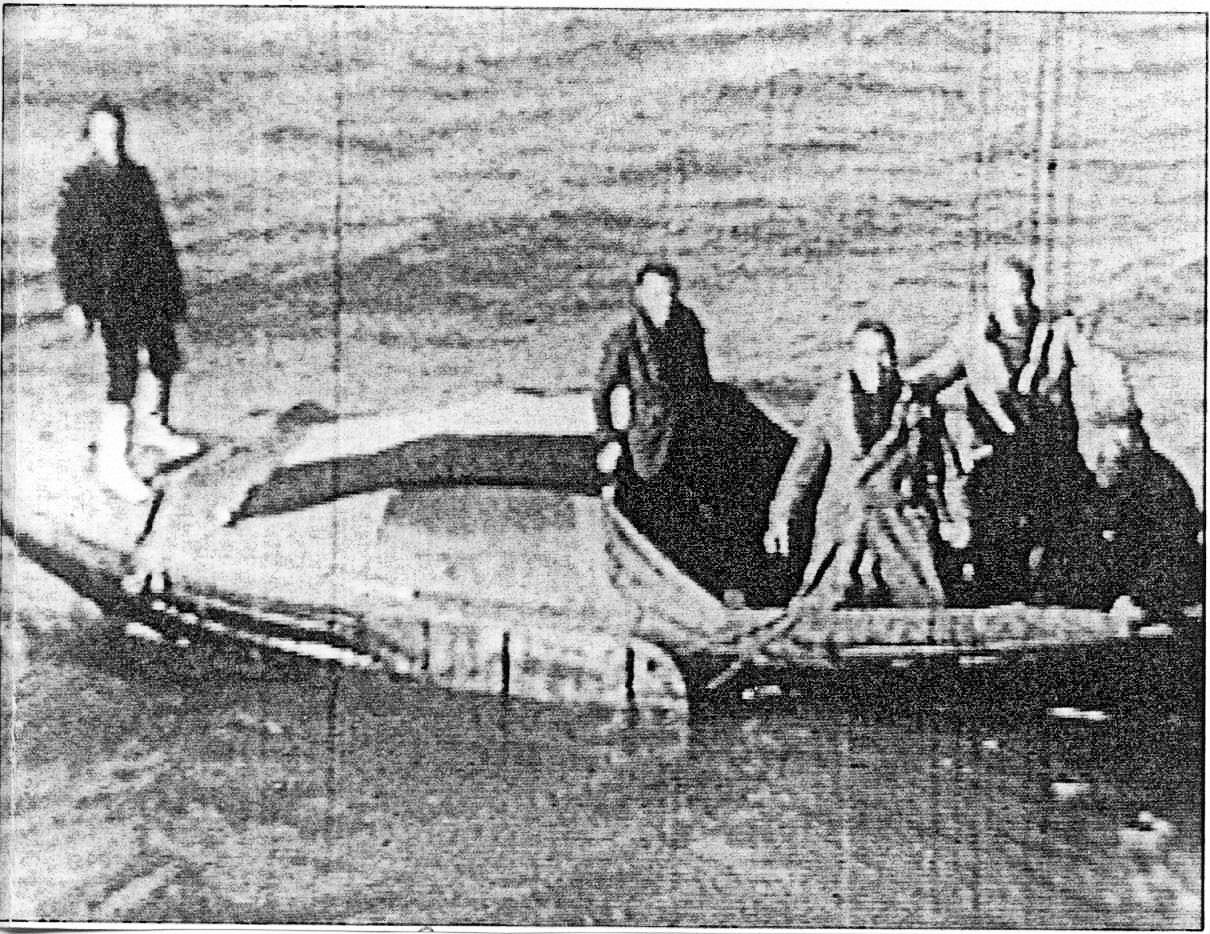
John Osten (op de buiskap), Edzard Moddemeijer, Hein Fuchter, Flip Winckel en Henk Baxmeier (aan het roer)

Edzard Moddemeijer (1916 - 1998) was tweevoudig Engelandvaarder.
Na een mislukte poging met John Osten op 29 september 1943 probeerde Moddemeijer op 23 februari 1944 opnieuw  naar Engeland te gaan. 

## Geslaagde Engelandvaart
Bij zijn tweede poging waren John Osten, Hein Fuchter, Flip Winckel en Henk Baxmeier betrokken.
Voorbereidingen
De voorbereidingen voor hun vertrek hadden een paar maanden geduurd. De vijf deelnemers betaalden ieder 1000 gulden om de kosten te dekken. Begin november kochten Moddemeijer en Osten via de gebroeders Pier en Jo Meyer van de Van Ravesteijnwerf in Leidschendam voor ƒ 2100,- een overnaads gebouwde Zuiderzeevlet van zeven meter. Via deze zelfde broers ruilden ze hun motor in voor een zwaarder model, een Chevrolet-truckmotor uit 1929 van 60 pk. Deze werd ingebouwd en door een sterke buiskap beschermd. Een 175 liter lange-afstandsrace-benzinetank werd in Nijmegen uit een oude Hispano Suiza gesloopt en door Moddemeijer en Osten vol met rode Wehrmacht-benzine in de trein meegenomen. Ook kochten ze nog 250 liter benzine van Aert Quirinus van Braam Houckgeest, een Delftse student die in het verzet zat. Baxmeier zorgde voor een zeilmast, zeiltuig en roeispanen mocht de motor uitvallen. De vlet kreeg de naam Marko.
In december 1943 was de Marko klaar. Hij werd aan boord genomen van De Stad Leiden, een stoomboot van de beurtvaartdienst van Firma Wed. P.J. Planjer, gelegen aan de Nieuwe Rijn 77 in Leiden, en vanaf de werf van de Gebr. Tijssen door schipper Koos Planjer naar de Hooikade in de Nieuwe Haven van Dordrecht gebracht. Daarna werd de vlet achter De Pelikaan, een voetveer van schipper Willem Boot naar het haventje van Puttershoek gesleept. John Osten en Henk Baxmeier gingen mee als passagiers. Willem Boot zat zelf zwaar in het verzet en kreeg later het Kruis van Verdienste. Hij gaf de twee mannen extra warme kleren. 
Engelandvaart
Op 29 december wilden ze vertrekken, maar het weer was te slecht en er waren wat problemen met de motor. Op 13 januari werd de motor uit de boot gehesen en op een slee door een paard naar Bas Bosman gesleept. 

Op 17 februari probeerde men wederom te vertrekken. Inmiddels was de groep uitgebreid met Wander Johannes de Haas, een befaamde fysicus en hoofd van het Kamerlingh Onnes Laboratorium in Leiden, die onder hoge druk stond om voor de Duitsers te werken met een zoon in gevangenschap, en Harry Isbrücker, net ontsnapt uit Stanislau Stalag 371. Hierdoor werd de boot te zwaar en Flip Winckel trok zich uit de groep terug. Het zestal ging via het Spui naar het Haringvliet. Het tij viel en ze liepen aan de grond bij de Hoornsche Hoofden bij Hellevoetsluis. Toen ze weer loskwamen, werd de boot verstopt in het riet in een kreek op Putten. Fuchter bleef aanvankelijk bij de boot. Osten en Moddemeijer gingen naar huis met het plan het een week later nogmaals te proberen. De Haas had diabetes en ging terug naar Leiden. Isbrücker durfde niet langer in Nederland te blijven en vertrok naar het Zuiden. In Brussel werd hij verraden door Christiaan Lindemans en kwam weer in Stanislau terecht. 
 De volgende vertrekdatum was 23 februari. Met John Osten en Henk Baxmeier zat Moddemeijer in Zuidland op de rest van zijn varensgezellen te wachten bij boer Jacob van Bergeijk, een broer van Klaas van Bergeijk. Flip Winckel en Hein Fuchter kwamen daar per trein en veerpont ook naar Zuidland. De tocht verliep voorspoedig.

In de ochtend van 24 februari werden ze door een vliegtuig van RAF Coastal Command ontdekt. De Hollandse driekleur lag over de buiskap en de Engelandvaarders zagen het RAF-toestel enkele cirkels rondom het bootje draaien en weer wegvliegen. Om 12:30 uur zagen ze de stip van een op hoge snelheid naderende boot. Het bleek de RAF High Speed Rescue Launch 185 te zijn, onder commando van Flight Lieutenant Sidney Spencer Bates MBE, die hen 65 km ten oosten van Great Yarmouth uit zee oppikte. De varensgezellen hadden toen ruim 160 km afgelegd en kregen voor het eerst echte thee, rum, verse bananen en Engelse marinejassen. Een Amerikaan legde de redding op film vast. Deze is nu in bezit van Borre Winckel, de zoon van Flip.
Engeland
Nadat de vijf mannen in Lowestoft waren afgezet, werden ze formeel gearresteerd door de lokale politie en een dag later per trein en onder militaire bewaking naar de Royal Victoria Patriotic School in Londen gebracht voor vier weken van intensieve ondervraging door MI5 van de Britse geheime dienst. Daarna werden allen nog eens drie dagen lang door majoor Oreste Pinto onder handen genomen namens de Nederlandse regering. 
De geslaagde overtocht werd op 4 april via Radio Oranje gemeld nadat ook Flip Winckel was vrijgelaten. Hij citeerde uit De Bello Gallico "De Galliërs strijden om de eer, de Teutonen strijden om de macht, maar de Batavieren strijden om de vrijheid." Klaas van Bergeijk hoort de uitzending. Moddemeijer, Fuchter en Baxmeier kwamen bij de RAF, Winckel bij het KNIL - Speciale Diensten, Osten bij de Prinses Irene Brigade waarmee hij rond 7 augustus de landing in Normandië meemaakte.